# Lozen
Lozen   (Ojo Caliente, c. 1840 - Arsenal de Mount Vernon, 17 de juny de 1889) va ser una guerrera i profeta chiricahua. Germana del líder tribal Victorio, era una destacada guerrera, que, segons la lleganda, era capaç d'utilitzar els seus poders durant la batalla per a preveure els moviments de l'enemic. Segons James Kaywaykla, el seu germà va presentar-la al cabdill Nana com "la seva mà dreta...forta com un home, més valenta que la majoria i una astuta estrateg. Un escut per al seu poble".
Va destacar en diverses campanyes i el 1885 va lluitar juntament amb Gerónimo en la darrera batalla de les guerres apatxe. Va participar en les negociacions d'un tractat de pau amb el govern estatunidenc, que no va ser acceptat. Després de la rendició final de Gerónimo, va ser feta presonera de guerra i va morir de tuberculosi sota custòdia a Mount Vernon (Alabama).